# RNLB Forester's Centenary
Le RNLB Forester's Centenary (ON 786) est un ancien lifeboat de la Royal National Lifeboat Institution (RNLI). C'était une unité de la Liverpool-class lifeboat (en) qui était stationnée à la Sheringham Lifeboat Station (en) dans le village côtier anglais de Sheringham dans le comté de Norfolk au Royaume-Uni. Offert par la société amicale de l'Ancien Ordre des Forestiers (AOF), il a été le premier canot de sauvetage à moteur de cette station de sauvetage en service de 1936 à 1961. Vendu et restauré, il est exposé au Mo Sheringham Museum où se trouve aussi le RNLB J.C. Madge et le RNLB The Manchester Unity of Oddfellows.
Ce bâtiment est inscrit au registre du National Historic Ships depuis 1999 avec le certificat no 1768.

## Histoire

### Conception et construction
Forester's Centenary a été le premier canot de sauvetage à moteur de la station de sauvetage de Sheringham. Il a été construit au chantier naval Gorves & Gutteridge à Cowes sur l'île de Man avec l'argent d'un don de la Foresters Friendly Society.
De conception très stable, il n'était pas auto-redressable et comptait un équipage de 7 hommes. À son origine il avait été équipé d'un seul moteur à essence Weyburn AE6 de 35 ch, logé dans son propre compartiment étanche qui a été conçu pour permettre au moteur de continuer à fonctionner même si la salle des machines est inondée. Sa vitesse de croisière était de 6,5 nœuds pour une autonomie de soixante milles nautiques.
Sa flottabilité était assurée par six divisions étanches. Son équipement comprenait les dernières innovations de l'époque (lanceur de ligne de vie et projecteur électrique. Il pouvait transporter jusqu'à 30 personnes.

### Station de sauvetage de Sheringham
Forester's Centenary est arrivé à la Sheringham Lifeboat Station (en) le 27 juin 1936. Pour abriter cette nouvelle embarcation de sauvetage et assurer son transport avant son lancement, la RNLI a dû investir 7 616 £ dans la construction de son abri et de son slipway sur une plage de galets. Lors de son arrivée l'abri n'était pas encore terminé.
Il a été baptisé le 18 juillet 1936 par sir Roger Keyes qui avait été amiral de la flotte jusqu'en 1931. La cérémonie a été suivie par une grande foule de personnes, dont 2 000 membres de l'Ordre des Forestiers.
Forester's Centenary est resté sur la station de sauvetage de Sheringham durant vingt-cinq ans jusqu'en 1961. Durant sa période de service, il a été lancé 129 fois et a permis de sauver la vie de 82 personnes.

### Après le service RNLI
Forester's Centenary a été vendu à RC Baker de Wells-next-the-Sea le 18 septembre 1961. Il a navigué à titre privé, pour différents propriétaires jusqu'aux années 1980 sur la côte Est autour de Oulton Broad. En 1995, le canot était de retour dans le North Norfolk, amarré à Aylsham sur la rivière Bure. Depuis 2002, il est déplacé vers l'emplacement prévu au nouveau musée de Sheringham, surnommé The Mo. Il y est désormais exposé avec deux autres lifeboats.